# Miss Slovenije 2019
Miss Slovenije 2019 je bilo lepotno tekmovanje, ki je potekalo 28. septembra 2019 v kulturnem domu v Črnomlju.
Organizirala ga je Jelka Verk s Slovenskimi novicami. Bilo je 15 finalistk.
Tiaro za zmagovalko je izdelala Marjeta Hribar iz Zasavja.

## Finale

### Uvrstitve
- Zmagovalka in miss Tosame Špela Alič, 22 let, študentka, Križe pri Tržiču
- 1. spremljevalka Tinkara Smolar, 23 let, inženirka materialov, Zgornja Polskava
- 2. spremljevalka Leja Plut, 20 let, študentka, Ručetna vas
- Miss osebnosti Lucija Lampret, 20 let, študentka, Vir pri Domžalah
- ambasadorka More Than Beauty Špela Šolaja, 20 let, študentka, Ribnica
- Miss Slovenskih novic Leja Kovač, 21 let, študentka, Novo mesto

Vir

### Žirija
Sestavljali so jo Jure Knez (solastnik podjetja Dewesoft), Mojca Šimnic Šolinc (direktorica Tosame), David Miško (direktor trženja v Skupini Stroka.si), Črt Snoj (vodja marketinga Slovenskih železnic), Nada Žagar (direktorica kulturnega doma Črnomelj), Peter Črnič (direktor razvojno informacijskega centra Bela krajina) in Lara Kalanj (Miss Slovenije 2018).

### Zabavni program
Nastopili so igralci ZIK Črnomelj ter pevci Aleksandra Lamut, 2B in Žiga Lakner.

### Sponzorji in sodelavci
Tekmovalke so v treh izhodih predstavile znamki More Than Beauty in Alpina ter obleke iz salona Poročni kotiček. Portreti finalistk so bili ustvarjeni na vlakih Slovenskih železnic, ki so bile tudi njihov uradni prevoznik.
Za lase in make-up so skrbeli celjski Spa Space Zorana Pasariča in Mateja Kavčnik z ekipo. Fotografiral jih je Grega Eržen iz Studia Solis.

### Kritika prireditve
Ob predstavitvi zmagovalke je bilo zapisano, da je Miss Slovenije, nekoč glamurozna prireditev, pospremljena z medijskim pompom, zvodenela zaradi poplave neumnih lepotnih nazivov ter pomanjkanja podpore medijev in sponzorjev.

## Polfinale
V portoroški marini se je 18. maja 26 kandidatk predstavilo v oblekah, ki so jih sešile iz Tosaminih izdelkov.

## Miss sveta 2019
Svetovni izbor je bil 14. decembra v Londonu. Aličeva se je tam predstavila v belokranjski narodni noši, kopalkah Nancy Beachwear, večerni obleki oblikovalke Kristine Vidergar in oblačilih More Than Beauty. Nosila je ogrlico iz zasavskega premoga oblikovalke Marjete Hribar. Ostalim tekmovalkam je delila obliže Tosame.